# مانوئل مارتینس گوتیه‌رس
مانوئل مارتینس گوتیه‌رس (اسپانیایی: Manuel Martínez Gutiérrez‎؛ زادهٔ ۷ دسامبر ۱۹۷۴) پرتاب‌گر وزنه اهل اسپانیا بود.